# Alfons Arimany i Ferrer
Alfons Arimany i Ferrer (Balaguer, 1905 - Barcelona, 1936) fou teòleg català, de l'orde dels carmelites descalços. Va morir màrtir per les seves creences religioses al començament de la Guerra Civil espanyola. És venerat com a beat per l'Església catòlica.

## Biografia

### Infantesa i joventut
Alfons Arimany neix el 19 de maig de 1905 a Balaguer (Noguera) en una família de rics propietari que per atzar dels negocis va empobrir-se; fill de Manel Arimany i Balcells i Maria Ferrer i Coll, que van tenir quinze fills dels quals en néixer Alfons només en vivien cinc. El 25 de maig de 1905 va ser batejat a l'església parroquial de Sant Josep i poc després, per una malaltia greu de la seva mare, va ser dut a Camarasa on durant quatre anys va ser criat per una dida. L'11 de novembre de 1908 Alfons va rebre la Confirmació pel bisbe de la diòcesi a l'església del Sant Crist de Balaguer.
La família Arimany es va traslladar a viure a Les Borges Blanques (les Garrigues), on el 1911, Alfons va anar a estudiar a l'escola dels Pares Mercedaris. El 26 d'abril de 1914 fa la primera comunió; llavors Alfons manifesta el seu desig de ser religiós, i així ho diu al seu pare, que ho va acceptar amb joia. El 20 de setembre de 1916, Alfons va marxar de casa amb el pare Silveri de Sant Lluís Gonzaga per ingressar al col·legi preparatori carmelita de Barcelona, d'on anà a Palafrugell com a aspirant.

### Religiós
L'agost de 1920, va anar a fer el noviciat a Tarragona, i després d'uns exercicis espirituals, va vestir l'hàbit dels carmelites descalços prenent el nom d'Alfons del Sagrat Cor de Maria. Acabat el noviciat, el 28 d'agost de 1921 Alfons va emetre els vots simples. El 13 de setembre de 1921 va al convent de Badalona, on va estar dos anys, i el 21 d'agost de 1923 al de Barcelona on estudia teologia. El 24 de juny de 1926 fa els vots solemnes.

### Sacerdot
El 10 d'octubre de 1926 va marxar a Terra Santa, al Mont Carmel com a pelegrí. Hi va rebre la tonsura (26 de març del 1927), els ordes menors (27 de març del 1927), va ser ordenat sotsdiaca (12 de febrer del 1928) i diaca (15 de febrer del 1928). El 15 d'abril de 1928 davant del Patriarca de Jerusalem monsenyor Barlassina és ordenat sacerdot. Poc abans de marxar de Terra Santa (10 de novembre del 1929), va poder celebrar missa a les esglésies de l'Anunciació i del Sant Sepulcre.
En tornar, va ser destinat al col·legi de formació de Palafrugell, on a més de ser professor, era director espiritual dels aspirants. L'abril del 1933 va ser destinat a Badalona on fou nomenat sots-prior del convent i encarregat de la custòdia i vigilància dels joves que hi cursaven la carrera eclesiàstica. Hi exerceix l'apostolat amb gran èxit, ja que tenia un do de gents extraordinari i altres qualitats com el judici clar de les coses, sentit de justicia i bona memòria per a recordar noms, persones i encàrrecs.
El 14 de maig de 1936, Alfons es va reunir a les Borges Blanques amb els seus germans i família: el seu germà Enric, molt malalt del cor, va rebre el Sant Viàtic i l'extremunció. Poc després, va tenir una sobtada millora que va fer que pogués viure vuit anys més: aquesta millora es va atribuir a la intercessió d'Alfons.

### Martiri
| «                                     | Jo no buscaré el perill, però si em troben tampoc no negaré que sóc religiós... Moriré per Déu!... | » |
| — Beat Alfons del Sagrat Cor de Maria | |   |

El 17 de juliol del 1936 es va produir la rebel·lió de les tropes espanyoles d'Àfrica; dos dies després ja es temia el pitjor. En un clima anticlerical, escamots d'homes armats van iniciar la crema de cases religioses i esglésies, i el dia 20 van arribar a l'església i convent de la Mare de Déu del Carme a Badalona, d'on havien fugit els religiosos, que es van refugiar en cases particulars de coneguts. El 23 de setembre, Alfons Arimany, que es trobava amb dos germans maristes, va ser detingut.
Interrogat, tot i no tenir relació amb la revolta, va afirmar la seva condició de religiós i va ser condemnat a mort. A la mitjanit, va ser portat a un lloc desconegut, amb altres presos, i hi fou afusellat el 24 de setembre de 1936, amb 31 anys.

## Obres publicades
- Manual dels confrares carmelitans (1931)
- El mes de juliol consagrat a la Verge del Carme (1933)
- La mitja lluna i el sionisme en pugna pel control de Palestina (1935)

## Veneració
Va ser proclamat màrtir el 22 de juny de 2004 per Joan Pau II, i beatificat el 28 de novembre de 2007 pel cardenal José Saraiva Martins, ja sota el pontificat de Benet XVI, al Vaticà, juntament amb 497 religiosos morts durant la Guerra Civil espanyola. La festivitat litúrgica per a tots ells es va fixar el 6 de novembre.